# An American Trilogy (Manowar)
An American Trilogy è un extended play del 2002 dei Manowar.

## Tracce
1. An American Trilogy
2. The Fight for Freedom
3. Nessun dorma (orchestral vers.)

Bonus
1. Warriors of the World (videoclip)
2. Multimedial Side

## Formazione
- Karl Logan - chitarra
- Joey DeMaio - basso
- Scott Columbus - batteria
- Eric Adams - voce